# Sangiang Jaya (Cimarga)
Sangiang Jaya is een bestuurslaag in het regentschap Lebak van de provincie Banten, Indonesië. Sangiang Jaya telt 3290 inwoners (volkstelling 2010).